# Diego Novoa
Diego Alejandro Novoa Urrego (ur. 31 maja 1989 w Bogocie) – kolumbijski piłkarz występujący na pozycji bramkarza, od 2021 roku zawodnik Amériki Cali.